# Dennis E. Eckart

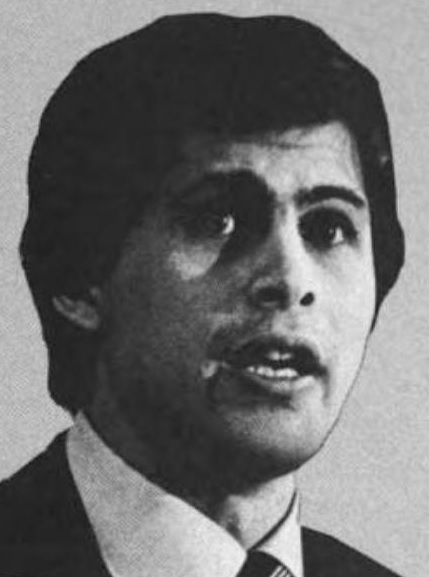
Dennis E. Eckart

Dennis Edward Eckart (* 6. April 1950 in Cleveland, Ohio) ist ein US-amerikanischer Politiker der Demokratischen Partei. Von 1981 bis 1993 war er Mitglied des Repräsentantenhauses der Vereinigten Staaten für den 11. und 22. Kongressdistrikt des Bundesstaates Ohio.

## Biografie
Dennis Eckart wurde in Cleveland geboren. Er besuchte die St Joseph High School in Euclid. 1971 erhielt er seinen Bachelor of Arts an der Xavier University of Cincinnati. Seinen Bachelor of Laws machte er 1974 an der Cleveland State University. Direkt im Anschluss daran wurde er als Rechtsanwalt zugelassen. Er praktizierte fortan in Cleveland. Von 1975 bis 1980 saß er im Repräsentantenhaus von Ohio.
Bei den Kongresswahlen 1980 wurde Eckart als Vertreter des 22. Kongressdistrikts von Ohio ins US-Repräsentantenhaus gewählt. Von 1983 bis zu seinem Ausscheiden 1993 vertrat er dann den 11. Kongressdistrikt in Washington, D.C. Daraufhin war er bei der American Bar Association tätig. Im Board of Directors des American Institute of Certified Public Accountants saß er ebenfalls. Zudem war Eckart Anführer der US-amerikanischen Delegation bei der OSZE in Wien. In der freien Wirtschaft war Eckart ebenso tätig wie als Anwalt in einer großen Kanzlei in Cleveland.
Eckart ist verheiratet und Vater eines Sohnes. Sie leben in Euclid.